# Honda Ascot
Honda Ascot – samochód osobowy klasy średniej produkowany przez japońską firmę Honda w latach 1989 - 1997. Model powstał z przeznaczeniem na rodzimy rynek japoński. Dostępny był tylko jako 4-drzwiowy sedan.

## Honda Ascot I
Produkcję Hondy Ascot rozpoczęto 13 września 1989 roku. Model bazuje na Hondzie Accord IV. Produkowany był do roku 1994, samochód napędzany był przez silniki R4 o pojemności 1,8-2 l i mocy maksymalnej 105-150 KM.

## Honda Ascot Innova
Honda Ascot Innova wytwarzana była od 5 marca 1992 do 1996. Model bazuje na Hondzie Accord V w wersji Europejskiej. Pojazd był 4-drzwiowym sedanem klasyfikowanym w segmencie D.

## Honda Ascot II
Druga generacja Hondy Ascot produkowana była w latach 1993-1997. Samochód klasyfikowany był w segmencie D, dostępny był wyłącznie jako 4-drzwiowy sedan. 